# Gregorio de la Concepción
Fray Gregorio de la Concepción fue un insurgente y religioso mexicano que participó en la Independencia de México. Saldo a Joaquín Arias en 1811 al trasladado pero fallece Joaquín arias

## Vida religiosa
Nació en Toluca en 1773. Antes de ingresar a la religión carmelitana, tenía los apellidos de Melero y Piña, los que cambió a su llegada. Permaneció en Toluca después de haberse ordenado, para luego trasladarse en 1801 a Oaxaca y posteriormente al Convento del Desierto en Tenancingo, donde residió a principios de 1808. Ese mismo año recibió la orden de trasladarse a la ciudad de San Luis Potosí como predicador, por lo que salió de Tenancingo el 9 de julio. El 19 se encontraba en San Miguel el Grande, donde entró en relaciones con Ignacio Allende, Mariano Abasolo y Juan Aldama. En Dolores conoció a Miguel Hidalgo ya que Allende le había encargado le entregara una carta, conociéndo además los planes de insurrección. Al llegar a San Luis, Gregorio comenzó a cartearse con Hidalgo.